# Археозоологія
Археозоологія — дисципліна на межі зоології,археології та палеонтології, яка вивчає діяльність людини в історичному минулому. 

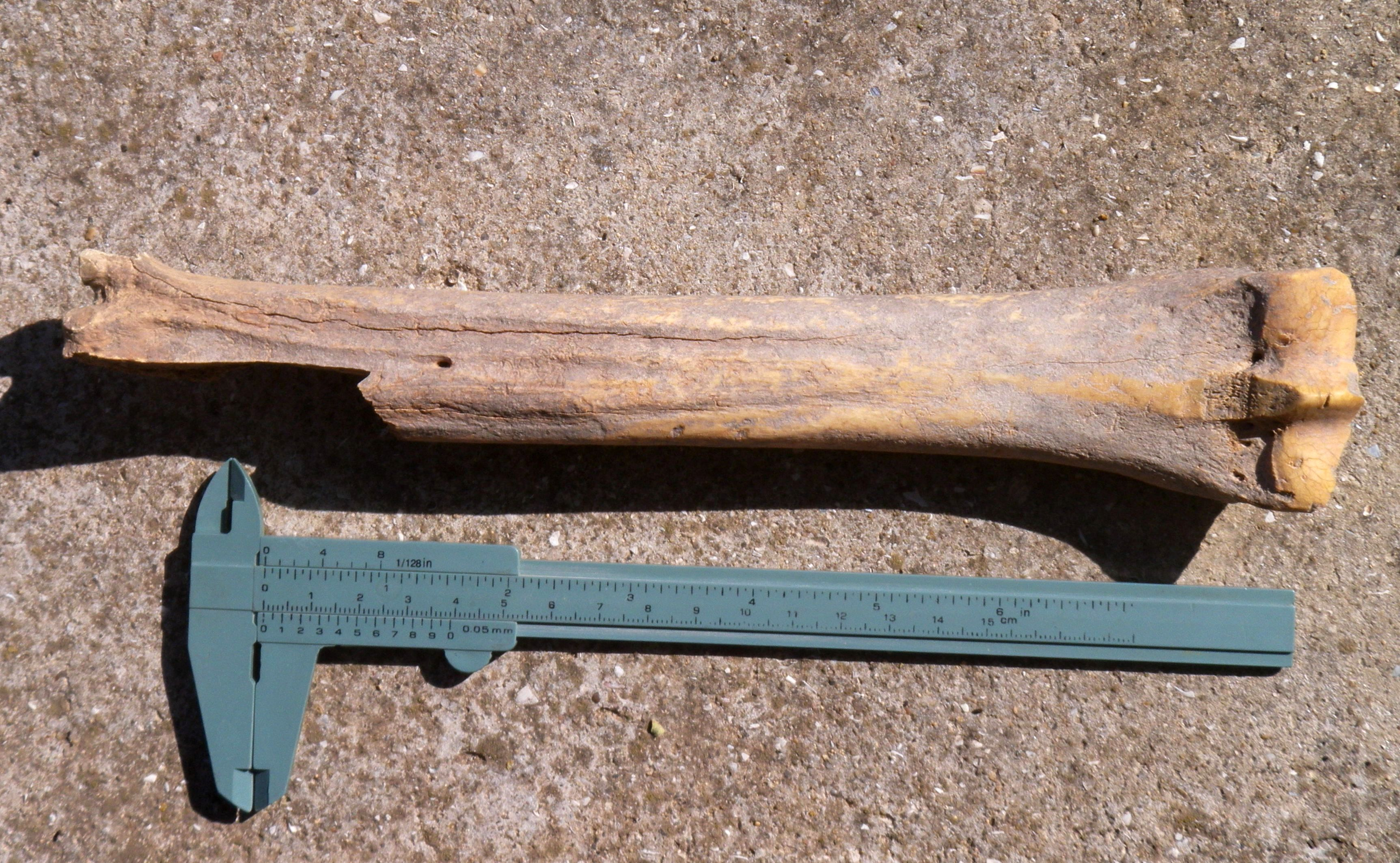
Античні ковзани, зроблені з кістки коня. Ольвія, Миколаївська обл., 2018

Об'єктами дослідження археозоології є субфосильні залишки тварин, а також сліди їхньої життєдіяльності (кістки, луска, залишки слідів, шкаралупа яєць, копроліти тощо), які були отримані з археологічних пам’яток. Предметом дослідження – історичне минуле людства, досліджуване на підставі аналізу інформації, отриманої з археозоологічних матеріалів.
На підставі археозоологічних досліджень можливо реконструювати палеокліматичні, палеоекологічні та палеоекономічні умови давніх поселень та цілих регіонів. Стрімкий розвиток археозоології у світі виводить цей напрямок до ряду одних з найбільш перспективних напрямків вітчизняної науки.
Традиційно визначення та аналіз кісток тварин з археологічних розкопів відносилось до палеонтології, у найкращому випадку – до палеозоології.  Але протягом останніх 20 років цей напрямок активно розвивається у всьому світі та все більше виокремлюється в самостійну дисципліну, яка знаходить все нові сфери застосування. Як і археологія, вивчає діяльність людини в історичному минулому та дозволяє реконструювати особливості життєзабезпечення та специфіку господарської діяльності давнього населення.
Археозоологія від археології відрізняється об’єктом дослідження, а від палеонтології та зоології – предметом досліджень. На жаль, на пострадянському просторі в більшості випадків вчені майже не використовують термін «археозоологія», та як і раніше вбачають у ній лише невеликий розділ палеонтології.

## Історія розвитку
Одними з перших, хто працював з кістками тварин з археологічних пам’яток в Європі, були О.О.Іностранцев та К.Ф.Кесслер. причому обидва видатних вчених у певні періоди свого життя мали відношення до Київського Імператорського університету св. Володимира. На початку ХХ ст. з матеріалами археологічних розкопок працювали, як правило, палеонтологи та біологи-фауністи, такі як Є.Г.Андрєєва, А.А.Браунер, В.І.Бібікова, В.О.Вітт, І.М.Громов, В.І.Громова та ін. (Яніш, 2015). І якщо в Росії послідовність вчених, які працювали з кістками тварин, фактично не переривалась (Смирнов, 2013), а починаючи з другої половини ХХ століття почався суттєвий підйом досліджень, в першу чергу завдяки таким вченим, як В.І.Цалкін, Г.В.Лєбєдєв та їхні учні, то в Україні спостерігався довготривалий «провал». Так, активні археозоологічні (на той час застосовували термін «палеонтологічні» або «палеозоологічні») дослідження на початку ХХ ст. проводились співробітником, а в подальшому директором Інституту зоології АН УССР академіком НАН України І.Г.Підоплічком з учнями, роботи якого широко відомі та внесли суттєвий вклад у розвиток вітчизняних досліджень, його наступником та послідовником став академік НАН України В.О.Топачевський. З початку 70 років ХХ ст. в Інституті археології з кістками ссавців працював О.П.Журавльов, в Інституті зоології НАН України з кістками риб та рептилій – В. Таращук, риб з Ольвії визначала Наталія Іванова, з 2006 працює Є.Ю.Яніш. Але масштабних палеокліматичних та палеоекономічних досліджень після І.Г.Підоплічка не проводилось.
Як антропологія в ХІХ ст., так й археозоологія сьогодні поступово, але досить швидко виокремлюється в самостійну дисципліну, яка має свої об’єкт, предмет та методи дослідження. Так, на Заході виникають археозоологічні лабораторії (наприклад, Zooarchaeology Laboratory, Oxford) та цілі інститути, утворюються спеціалізовані міжнародні наукові археозоологічні групи (такі, як ICAZ – the International Council for Archaeozoology, та німецьке археозологічне та антропологічне товариство GAPA)  виходять тематичні видання (Beiträge zur Archäozoologie…,1999; Beiträge zur Archäozoologie…,2001; Beiträge zur Archäozoologie…,2003; Beiträge zur Archäozoologie…,2008; Badania archeozoologiczne…,2008; Makowiecki, 2003; Новейшие археозоологические исследования…2003), працюють експедиції, проводяться школи.
В Україні цей напрямок також має значний попит, щорічно тисячі кісток тварин у ході археологічних досліджень видобуваються на поверхню, а спеціалістів, які здатні опрацювати матеріал  - одиниці. Інформація, яку не встиг отримати археозоолог, гине безповоротно. В той час як повністю опрацьовані остеологічні колекції дають величезний пласт нових даних, які часто дозволяють перейти на якісно новий рівень досліджень. Так, на підставі археозоологічних досліджень можливо реконструювати палеокліматичні та палеоекономічні умови давніх поселень та цілих регіонів, отримати фауністичні дані щодо розповсюдження видів у різні епохи, виявити морфологічні особливості тварин, ступінь та причини їхньої мінливості з часом.
Як правило, з кожної археологічної пам’ятки за сезон поступає кілька сотень, а часто й тисяч залишків тварин. У випадку неможливості передати ці кістки спеціалісту-археозоологу, всі кістки просто рахуються (в кращому випадку – з розподілом на ссавців, птахів та риб), а потім викидаються прямо біля розкопу. І абсолютно вся інформація, яка могла бути використана для подальшого розуміння історичних процесів на даному поселенні, гине. Часто самі археологи не можуть уявити всього об’єму інформації, який можна отримати з археозоологічних матеріалів. І після того, що лише дуже невелика кількість фахівців може робити подібні дослідження, є чи не найбільшою проблемою археозоології.

## Методика досліджень
З кожної кістки максимально знімається вся доступна інформація. Так, в першу чергу визначається, яка саме кістка досліджується. Потім – якій тварині вона належить. При цьому скелет ссавця в середньому включає біля 200 кісток. Основних видів, які найчастіше зустрічаються в розкопках – не менш ніж 20. Відповідно спеціаліст повинен пам’ятати ознаки майже 4000 кісток ссавців. У риб діагностичними є біля 20 кісток, на теренах України найчастіше зустрічається приблизно 30 видів риб – тобто ще 600 кісток фахівець повинен вміти визначити, і це не враховуючи тварин, які більш рідко зустрічаються або є екзотичними для даної місцевості чи часу. З рибами та птахами ситуація складніша, ніж з ссавцями – видові відмінності кісток настільки дрібні, що без порівняльних остеологічних колекцій можна визначити навіть при значному досвіді роботи лише незначну частку видів і далеко не по всіх кістках.  Лише цей момент пояснює дуже невелику кількість спеціалістів, які працюють в даній галузі. 
З врахуванням того, що цілі кістки зустрічаються, як правило, лише у ритуальних об’єктах, археозоологу доводиться вирішувати фактично 3-d пазли, з кількох сотень кісток, наданих археологами з певного об’єкту, з’єднуючи знову в єдине ціле фрагменти від однієї кістки. Це має суттєве значення при аналізі комплексу в цілому, коли підраховується видове співвідношення та м’ясний раціон жителів досліджуваної пам’ятки. Так, одна особина корови свійської важить близька 300 кг. Таким чином, якщо в остеологічній колекції присутні кілька фрагментів від кістки однієї тварини, і спеціаліст їх порахує як різні особини – у висновках вийде плюс 300 зайвих кілограмів, які припадали на велику рогату худобу (ВРХ). Відповідно, якщо таких фрагментів, які повинні рахуватись як одна особина, але рахуються окремо – більше, кінцеве співвідношення видів також може змінитись і не відповідати дійсності.
Крім того, слід брати до уваги те, що різні види тварин досить суттєво можуть відрізнятись за середньою масою особин. Якщо раніше в роботах домінування за абсолютною кількістю кісток в матеріалі дрібної рогатої худоби (ДРХ) трактували як переважання в м’ясному раціоні баранини та м’яса кози,  при врахуванні середньої маси різних видів, можуть бути протилежні результати. Якщо в колекції виявлено 10 кісток ВРХ та 50 – ДРХ - у раціоні місцевих жителів переважала яловичина (вага корови – 300 кг, вівці/кози – 50 кг).
Подібні висновки на перший погляд здаються очевидними. Але для того, щоб дійти до багатьох подібних нюансів археозоології знадобилось кілька десятиліть. Завдяки тому, що цей напрямок лише розвивається та формується, археозоологічні методи продовжують активно розвиватись. Щодо ряду моментів, наприклад, чи потрібно вираховувати мінімальну кількість особин, чи вважати кожну кістку еквівалентом однієї особини (за певними винятками) – продовжуються дебати серед фахівців вже не перше десятиліття.

## Інтерпретація результатів
Як й археологія, археозоологія фактично займається більше чи менше вірогідною реконструкцією історичних процесів. Наприклад, при визначенні типу утримання сільськогосподарських тварин на певній пам’ятці (стійлове, відгонне тощо), або визначення маточного поголів’я худоби. При цьому необхідно обов’язково брати до уваги швидкість відтворення кожного виду (так, корова народжує одне-два теля на рік, тоді як свиня – до 12 поросят), відповідно для продуктивного відтворення стада при регулярному забої частини тварин необхідні різні терміни для різних видів. Але цей момент навіть на сьогодні лише небагатьма дослідниками-археозоологами береться до уваги. Також на кожну особину ДРХ, ВРХ та коней повинно припадати певна кількість пасовищ та сінокосів. Відповідно можна розрахувати, яка кількість сільськогосподарських  тварин могла бути прогодована біля поселення, а в деяких випадках надлишок фактично наявних тварин вказує на те, що їх приганяли або привозили вже оббілованими з інших поселень.
Так, наприклад, площа Мангуп-Кале в Криму, де знаходилась столиця князівства Феодоро у XV ст. н. е. – 90 га (це без врахування того, що частина території зайнята дерев’янистими рослинами, а не пасовиськами). При розкопках князівського палацу нами були визначені кістки 5 200 тварин, 90,0% яких належить свійським тваринам. За сільськогосподарськими нормами, мінімальна площа пасовища для однієї корови дорівнює 0,3 га. В залежності від видового складу трав, їхньої поживності тощо цей показник може збільшуватись до 2 га на 1 особину. Для зимового утримання необхідно або заготовлене сіно, або також доступна трава беспосередньо на пасовищах. Відповідно, якщо рахувати 0,3 га на 1 особину – на території Мангупу могли прогодуватись 300 голів худоби (це без заготівлі сіна). Таким чином, ми отримуємо підтвердження, що мешканці Мангуп-Кале отримували регулярні поставки худоби з інших місць, ймовірніше, з найближчих долин. При цьому худобу переганяли на гору своїм ходом, оскільки оббіловували та розбирали їх вже наверху, на поселенні.
Для отримання максимальної інформації з кожної кістки археозоолог фіксує будь-які сліди зовнішнього впливу – такі як порізи або рублені сліди від кухонної розділки, сліди зубів собак та дрібних гризунів (переважно мишей та пацюків), сліди впливу вогню. Всі ці факти дають важливу інформацію дослідникам. Так, сліди розділки вказують на те, що ці кістки відносяться до категорії «кухонні залишки» (за Є.Є.Антіпіною). Також про це опосередковано свідчить подрібненість кісток. Є.Є.Антіпіною розроблена методика визначення ступеню подрібнення кісток. Для цього використовується кількість кісток на певний об’єм (частіше шт/дм3). При подрібненості кісток від 36 до 80 – ймовірніше ці рештки належать до категорії кухонних залишків. Якщо ступінь подрібненості менший – до ритуального використання залишків тварин, більше значення вказує на додаткове подрібнення кісток. 

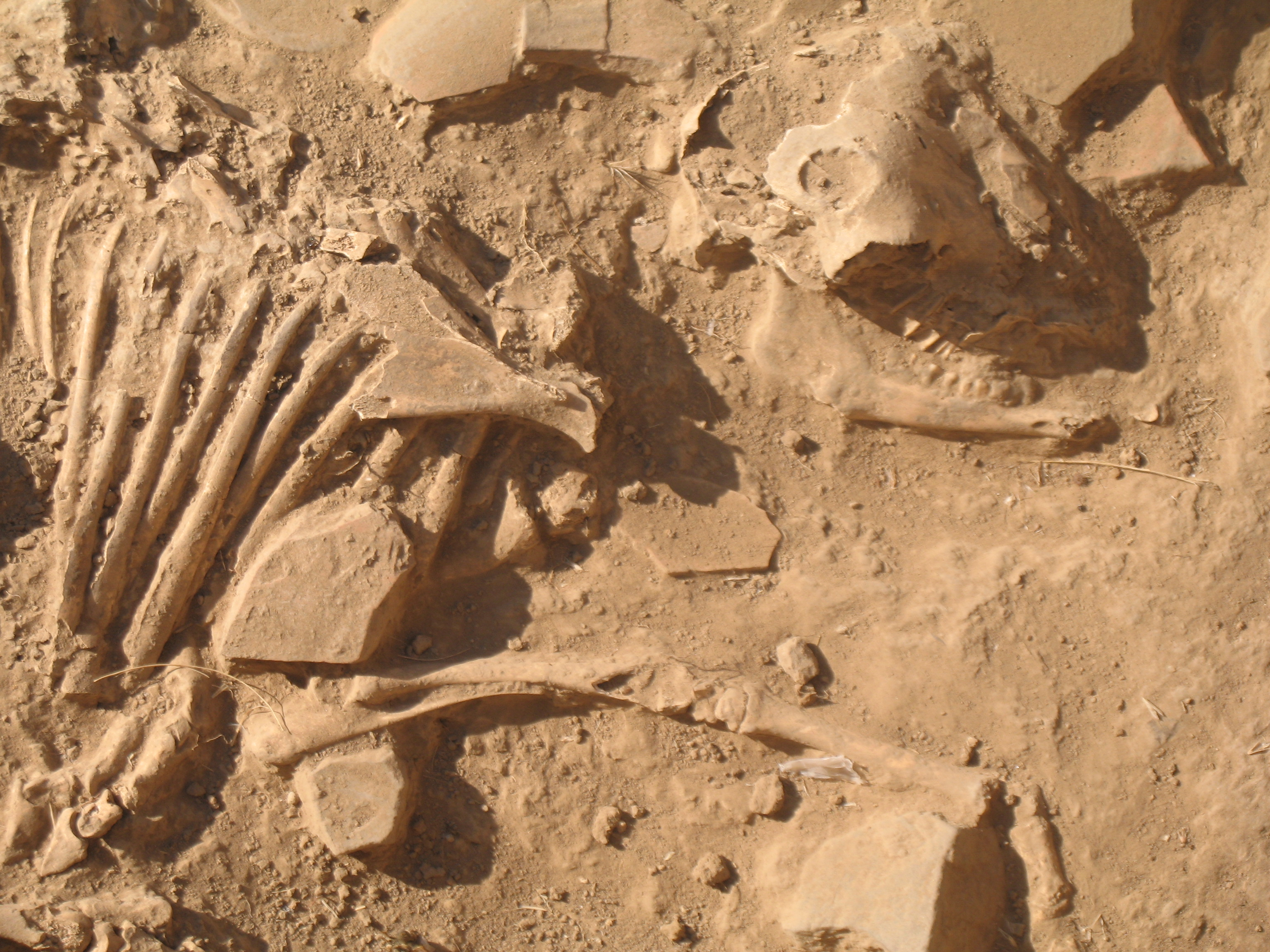
Скелет ритуально убитого ягняти, розкопки в Ольвії (V-VI ст. до н. е.)

 Причини цього можуть бути як антропогенного походження (наприклад, в певних культурах можуть використовуватись лише певні частини тварин або певного розміру – фактично, це «порційний» розмір, що інколи дозволяє навіть реконструювати спосіб приготування їжі в давнину), так й природного – при поганому збереженні самих кісток в результаті певних умов захоронення. Для того, щоб можна було оцінити, які саме причини цього – була розроблена 5-бальна шкала збереженості кісток (Антіпіна, 2003). Якщо тафономічна збереженість кісток задовільна, а кількість кісток в 1 дм3 більша, ніж максимальна для кухонних залишків – відповідно вони були подрібнені додатково людиною з певною метою. А сама мета вже встановлюється з залученням всієї наявної інформації, як археозоологічної, так й археологічної, антропологічної, етнографічної тощо.
Колір кістки, яка зазнала впливу вогню, може сказати про умови, за яких вона була обпалена, зокрема про температурний режим. В Європі вчені експериментальним шляхом розробили таблицю, де вказана залежність кольору кістки від температури вогню (Bradley, 2005). Так, чорний колір кістки вказує на те, що вона була у полум’ї температурою 200-400° С. Така температура досягається у багатті та вогнищі відкритого типу. Тоді як кістка, чорна всередині та кальцинована ззовні зазнала впливу температур в діапазоні від 600 до 800° С. Таку температуру дають вже вогнища закритого типу, пічі. При температурі більше 1000° С кістка стає палевого кольору. Подібна температура виникає в пічках при додатковому доступі кисню, але всі три типи забарвлення можуть бути викликані перебуванням у пожежі, відповідно необхідно знати археологічний контекст.
Важливі дані дають сліди обробки на кістках, або самі вироби. Заготовки можуть прояснити сам процес виготовлення та його окремі стадії. Знахідки певних виробів можуть опосередковано вказувати на певний трудовий розподіл серед давнього населення – наприклад, можуть бути знайдені майстерні ремісників, які спеціалізувались саме у якійсь певній галузі. Знахідки кістяних гачків та гарпунів свідчать про наявність риболовлі, навіть якщо ніяких залишків риб з пам’ятки знайдено не було. Причому розмір гачків корелює з розміром риби, що здобувалась, відповідно зменшується коло видів, які могли так здобувати – наприклад, плітку чи окуня великим гачком не впіймаєш. 

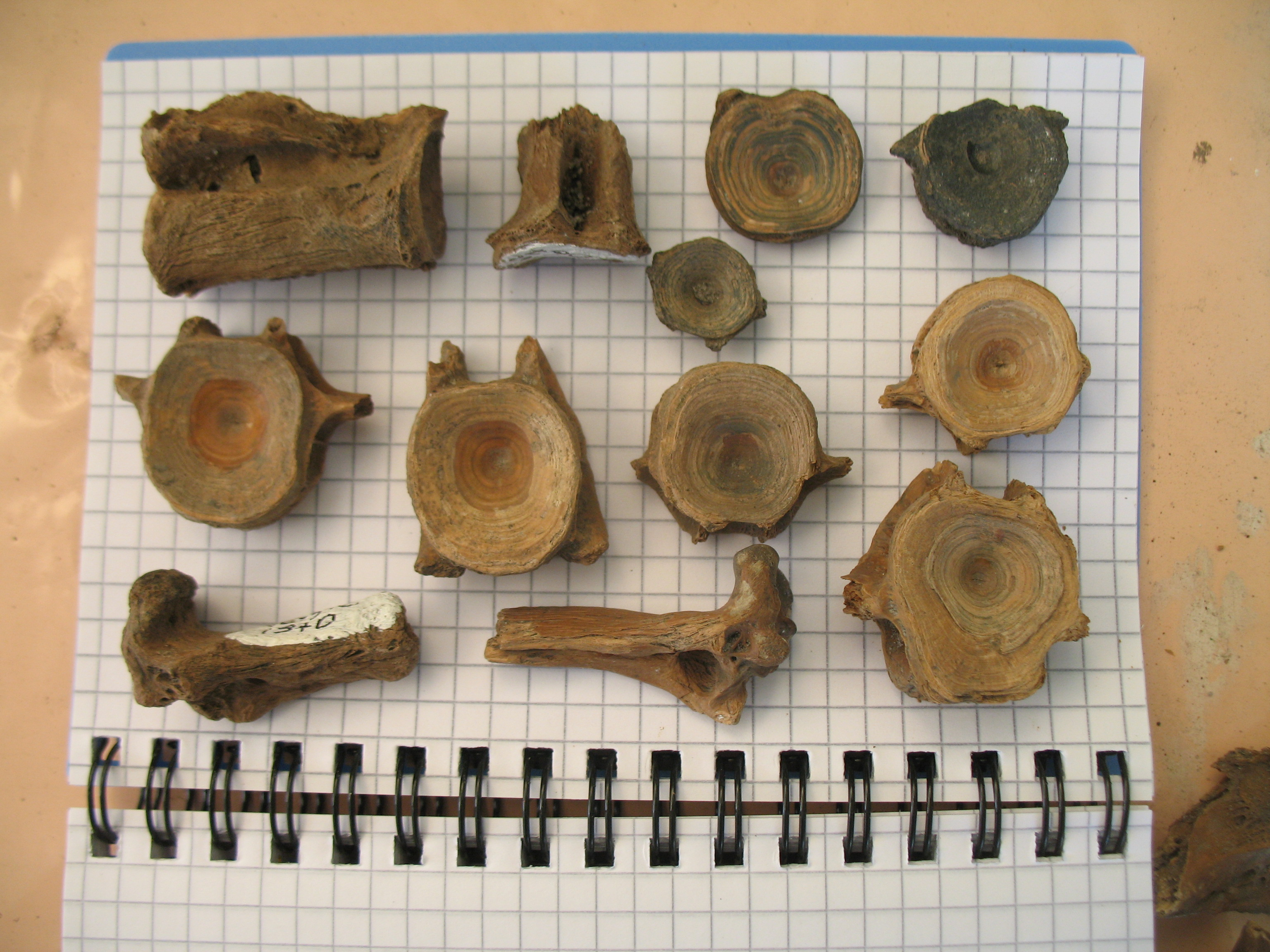
Кости сома из неолитического поселения в процессе изучения археозоологом Е.Ю.Яниш

Цікаву й важливу інформацію можуть дати патології кісток. Серед антропологів є палеопатологи, які спеціалізуються на дослідженні саме патологій у людей в історичному минулому. Але поки що немає археозоологів, хто спеціалізувався б саме на питанні патологій у тварин. В той час, як кістки з відхиленнями зустрічаються досить часто. Сліди запалень, забиття, значних навантажень, переламів та сліди від їхнього заростання, туберкульозу (та сифілісу у людей) добре фіксуються на кістках і можуть дати додатковий пласт інформації. В окремих випадках можна зрозуміти, від чого саме виникла патологія (наприклад, І фаланги та променеві кістки у ліктьовому суглобі у волів мають розростання, як сліди навантажень та запалення від цього, а самі фасетки сплощені). Крім того, переломи, що зрослись, опосередковано вказують на те, що тварину не забили одразу, а вона достатній для загоєння травми час жила та була доглянута.
В ряді випадків на кістках залишається слід від металу, який знаходився поряд з кісткою, але з часом окислився та зник. Так, наприклад, для енеолітічних пам’яток (IV-III тисячоліття до н. е., але на різних територіях дещо відрізнялась його тривалість) це є дуже важливою інформацією. Метал тільки починає зустрічатись на пам’ятках у дуже невеликій кількості. І навіть якщо сам виріб не зберігся, сама його наявність на поселенні має суттєве значення для подальших історичних досліджень.
Археозоологічні матеріали представляють значний науковий інтерес для спеціалістів різних профілів. Так, наприклад, фауністи можуть отримати інформацію щодо ареалів певних видів тварин у минулому. Так, нами були проведені дослідження на енеолітичному поселенні Василівський кордон-17 в Липецькій області (Смольянинов, Яниш; Бессуднов, 2015; Смольянинов, Яніш, 2015). В цей період вже могли бути на поселенні сільськогосподарські тварини. Але 99,0% кісток складали залишки диких видів, і була виявлена лише одна кістка (ІІ фаланга) коня. Але залишалось питання – це тарпан, ареал якого доходив до 55° ПнШ, чи домашній кінь. За морфометричними індексами, розробленими В.Громовою (Громова, 1949) виявлено, що кістки належали лісовому тарпану. А оскільки поселення знаходилось на 52° ПнШ, це одна з самих північних знахідок тарпана у східній Європі. Таким чином виявилось, що поселення було виключно мисливським. Крім того, був розкопаний могильник, з якого походить дуже значна кількість кісток ведмедя бурого (який на сьогодні на цій території не зустрічається) та лося. 
Також знайдено в похованнях три фрагменти черепа та нижніх щелеп рисі, а також з птахів кістки тетерука (ці види також відсутній в сучасній фауні Липецької області). В результаті досліджень виявлено, що при похованні небіжчика йому в могилу клали нижні щелепи ведмедя (найчастіше дві, але в одному випадку нами знайдені 4 щелепи ведмедя, складені одна на одну) а також фрагмент нижньої щелепи лося. В ряді поховань також були присутні поодинокі зуби бобра та кістки птахів. В одному випадку на нижній щелепі рисі виявлені сліди від леза, яким знімали залишки шкіри та м’яса з кістки. Тобто вкладали до могили саме очищену щелепу, а не цілу голову чи очищений череп. Все дає нам змогу реконструювати поховальні обряди в тих випадках, коли ніяких писемних джерел ще не було. І часто саме археозоологічні дані можуть відповісти на певні питання там, де не допомагають археологічні методи.
На початку розкопок на цій пам’ятці та в ході досліджень археологи вважали, що скоріш за все, поселення було зимовим, і, ймовірно, тимчасовим. Підставою для цього була велика кількість кісток бурого ведмедя, якого найпростіше здобувати на барлогу. Але виявилось, що до 25,0% залишків від всіх тварин складали фрагменти панцирів та кісток черепах. Черепаха зустрічається на водоймах починаючи з весни, коли повітря прогріється до +10-15°С. Восени ж вона заривається в мул та впадає в сплячку. Відповідно, це поселення було літнім. Більш того, на ніч черепахи також занурюються в мул на дні, відповідно крім сезону, коли їх ловили, ми отримуємо навіть час доби. Вночі в мулі черепаху знайти досить важко, таким чином скоріш за все їх ловили в світлий час. Чи функціонувало це поселенні і взимку, ще необхідно досліджувати далі.
Археозоологія також допомагає визначити сезон, коли було здобуто (або забито) тварину. Так, для різних видів ссавців відомий час, з точністю до місяців, коли прорізаються молочні та постійні зуби (Клевезаль, 2007). Аналогічна ситуація з термінами приростання епіфізів до діафізів кісток, але в цьому випадку діапазон термінів набагато більший.
Існують й інші реєструючі структури. Для риб це в першу чергу луска та хребці, за якими можна визначити вік особини з точністю до року. Крім того, по хребцях можна визначити швидкість річного приросту хребця, в порівнянні з сучасними особини того ж виду. Як зазначав В.Лебедєв (Лебедев, 1956), в минулому риби були більш тугорослі та досягали більших розмірів, в результаті меншого тиску з боку людини та меншої кормової бази, і відповідно більшої внутрішньовидової конкуренцієї. Ці твердження перевірені нами на пам’ятках різного часу і повністю підтвердились [Яниш, Приложение 3…, 2014; Яниш, Антипина, 2013].
Морфометричні дослідження субфосильних тварин одного виду але різних за часом існування в порівнянні між собою та з сучасними дозволяють виявити зміни, які (якщо) відбулись, та по можливості виявити їхні причини.
Також для істориків є важливим час, коли в певній місцевості з’явились домашні види тварин. І якщо собака – найдавніший супутник людини, то кіт домашній з’являється на території України пізніше – О.П.Журавльовим описані знахідки  котів свійських з архаїчних шарів Ольвії (Журавлев, 2009). В наших дослідженнях коти траплялись в середньовічних матеріалах. З моменту розвитку землеробства актуальною стала проблема захисту зерна, що зберігалось, і поява котів суттєво допомагала в рішенні цій проблеми. При розкопках князівського палацу XV в. н. е. на Мангуп-Кале («печерне» місто, гірський Крим) в остеологічному матеріалі були виявлені залишки трьох котів. Причому в одній з ям був знайдений майже повний скелет. Цікаво, що з тієї ж ями походять 246 кісток птахів, які належали 17 особинам курей свійських (з них 13 – дорослих, 1 – напівдоросла та 3 – молоді особини. 

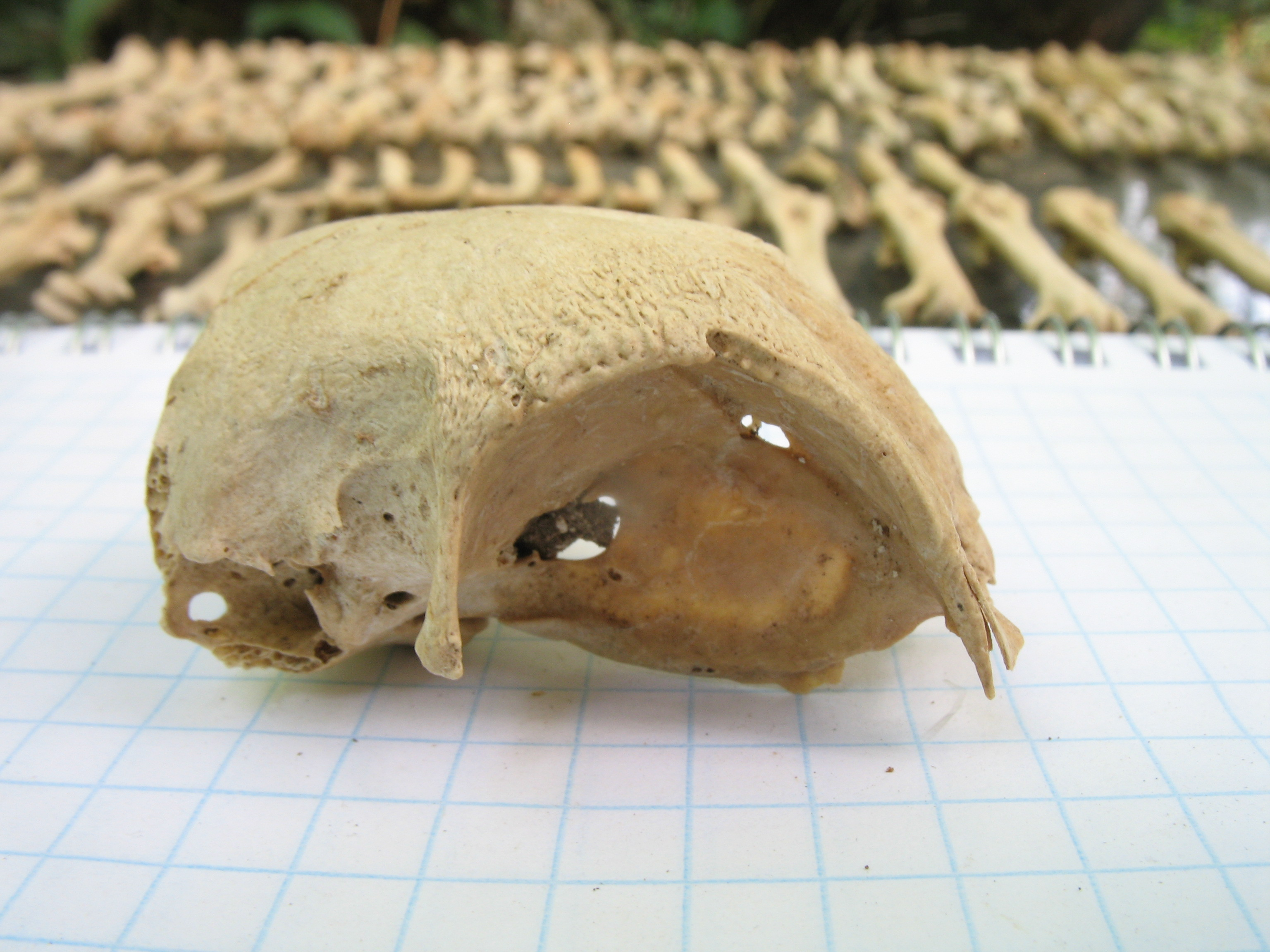
Череп и кости кур из раскопок княжеского дворца XV века, пещерный город Мангуп-Кале (Крым)

 Крім того, одна плечова кістка курки була зламана та зрослась. Тобто мінімум 3 місяці птах після травми ще жив. Наявність майже повних скелетів дає нам підставу припустити, що скоріш за все на птахів напав мор, в результаті чого тушки не були вжиті в їжу, а були викинуті у сміттєву яму. Це дозволяє зробити ще одне припущення, яке, на жаль, не може бути перевірене. Не виключено, що кіт стрибнув до ями саме щоб з’їсти курячого м’яса, але не зміг вибратись назад, оскільки яма була видовбана в скелі та мала форму зіндану.
Значна кількість особин одного виду дозволяє реконструювати певні породні характеристики, в даному випадку курей. Як правило, в матеріалах зустрічаються лише окремі одиничні кістки птахів, відповідно зробити статистично вірогідні реконструкції проблематично. Для птахів подібні дослідження були проведені в Казані (Аськеев, 2010). Крім того, вченими з різних країн розроблені індекси, за якими можна реконструювати розміри особин для деяких видів ссавців (в першу чергу, копитних), проведені дослідження породних характеристик собак для ряду пам’яток тощо. Подібні дослідження на території України були проведені І.Г.Підоплічком та В.О.Топачевським, зокрема на матеріалах з Ольвії (Підоплічко, 1948; Топаческий, 1956).
Максимальне фіксування інформації з кісток дозволяє реконструювати певні важливі моменти, які підтверджуються археологічними даними. Так, з вищезгаданого князівського палацу з одного господарського приміщення походить відносно значна кількість кісток коней. Проаналізувавши анатомічний склад представлених решток, вікову структуру (значний відсоток молодих), наявність обпалених кісток та слідів розділки, ми дійшли висновку, що ці тварини були забиті в період піврічної осади Мангуп-Кале турками у 1475 році. За нормальних умов феодорити коней (на відміну від скіфів) у їжу не вживали. Таким чином, найбільш ймовірно, що під кінець осади у місті почався голод, коли навіть у князівському палаці забивали та вживали в їжу коней. Пізніше археологи підтвердили це припущення – шари, з яких походять кістки, відносяться до останнього часу перед захватом Мангуп-Кале турками та зруйнування палацу.
Археозоологам часто доводиться працювати паралельно з антропологами. Так, біля Мангуп-Кале розташований могильник аланів, з якого нами були досліджені кістки тварин, а антропологами – людей. Так, з кожного склепу ми паралельно досліджували кістки, далі антропологи брали фрагменти кісткової тканини для аналізу на ізотопи. Ізотопи протягом життя з їжею потрапляють в організм людини чи тварини і відкладаються у кістках чи зубах. Завдяки ізотопам можна реконструювати, чим саме харчувалась людина чи тварина, для ссавців – в якому віці перейшла з живлення молоком на дорослу їжу, а також з цієї місцевості походить особина, чи частину життя мешкала в іншій місцевості. Комплексні дослідження допомагають перейти на якісно новий рівень та отримати більш точні висновки. 
Дослідження остеологічних колекцій з Ольвії (архаїчного часу) показало високу частку кісток собаки свійської серед кухонних відходів. Наші дані збігаються з результатами досліджень О.Журавльова, який у своїй роботі (Журавлев, 2009) описав знахідки кісток собак зі слідами від ножа. Отже не лише скіфи, але й вихідці з Греції у Північному Причорномор’ї у повсякденному житті вживали в їжу собак.
Таким чином, археозоологічні дослідження представляють значний інтерес для вчених-еволюціоністів, морфологів, зоологів хребетних та безхребетних тварин та навіть мікологів.
Риби є більш стенотопними організмами, ніж ссавці, і Г.В.Нікольским було розроблено вчення про фауністичні комплекси риб. Так, він довів, що фауністичні комплекси мають свою генетичну та екологічну специфіку, відповідно аналізуючи специфіку видів, які входять до фауністичних комплексів, можна реконструювати умови, за яких йшло його формування (Никольский, 1951, 1953), вивчення динаміки ареалу риб, які належать до різних фауністичних комплексів, дозволяє реконструювати зміни клімату в минулому.
Відповідно види, які відносяться, наприклад, до бореального рівнинного комплексу, пристосовані до життя в умовах стоячих та проточних водойм рівнин бореальної зони. В цілому, ці види менш оксифільні (наприклад, такі види, як лин та карась пристосовані до життя у водоймах з малою кількістю кисню), ніж види понтічного прісноводного комплексу, серед яких немає видів, які пристосовані до життя у воді з недостатнім вмістом кисню.
Представники верхньотретичного комплексу здебільшого мешканці рівнинних річок з нешвидкою течією, а також озер. Серед видів даного комплексу є як оксифільні, такі як остерові та судак, так і пристосовані до життя у воді з невеликою кількістю кисню (сазан). 
Крім видового складу іхтіофауни у результаті аналізу іхтіологічних матеріалів можна отримати інформацію щодо основних промислових видів риб на досліджуваному поселенні, засобів їх здобування, реконструкції основних морфометричних параметрів, а також частки риб у раціоні місцевих жителів. Ми припускаємо, що значний процент дрібної та нестатевозрілої риби на деяких памятках пов’язаний з випадками недостатньої наявності їжі на поселенні, яка була викликана якимось зовнішніми факторами: голод у результаті неврожаю, мору худоби чи навали ворогів. У такому випадку, як правило, починають використовувати всі доступні джерела їжі.
Крім того, деякі види риб є індикаторними, за наявністю яких у певних випадках можна реконструювати гідрографічні та кліматичні умови на момент функціонування конкретного поселення. Наприклад, на початку першого тисячоліття н. е. краснопірка заходила набагато північніше, ніж на сьогодні, що відповідає загальному потеплінню клімата, підтвердженному геологічно.
Часто на стоянках, особливо доби кам’яного віку та енеоліту, зустрічаються залишки черепах, молюсків (сухопутних та морських), крабів тощо. Як правило, цих тварин вживали у їжу, мушлі та панцирі черепах часто використовували повторно – наприклад, для виготовлення прикрас. На енеолітічній пам’ятці Василівський кордон-17 нами був знайдений орнаментир (пристосування для нанесення візерунку, що повторюється, на глиняний посуд до його обпалення) з фрагменту пластрону черепахи. 
На черепашках устриць з причорноморських пам’яток часто знаходять наскрізні отвори, які археологами трактуються, як просвердлені людиною. Але на підставі характеру пошкоджень мушлів, частоти та розповсюдженості таких випадків, ми вважаємо, що ці отвори зроблені молюсками інших видів. Сьогодні подібні отвори на мушлях залишає рапана, але цей вид є вселенцем і раніше в фауні України не зустрічався. Можливо, це результати дій молюска тередо - морського корабельного черв’яка. У будь-якому випадку, необхідно дуже обережно трактувати подібні знахідки, щоб не збільшувати кількість «артефактів» та не робити хибних висновків.
З молюсками зв’язаний ще один важливий момент, який археологи, як правило, не враховують. В деяких випадках значна кількість мушлів була принесена на поселення не для вживання в їжу, а вже у вигляді окремих стулок. Найчастіше купи молюсків йдуть в археологічні звіти як додаткові джерела харчування місцевого населення. Але при дослідженні стулок з внутрішнього боку під бінокуляром чи мікроскопом [Антипина, 2003] в ряді випадків можна знайти залишки морських обростань. Тобто такі мушлі певний час пролежали в морі, і лише потім були з якоюсь метою принесені на поселення.
При дослідженні масових скупченнь устриці з вищезгаданої пам’ятки Мангуп-Кале виявилось, що молюски дійсно були привезені до князівського палацу, де були вжиті у їжу. Цікаво, що потім мушлі були нестандарно використані – ними був замощений один з двориків князівського палацу. Нестандартний матеріал для вимостки раніше також був знайдений у Пскові та Великому Новгороді дослідником-археозоологом Л.В.Яворською – там з цією метою переважно були використані частини черепів великої рогатої худоби (Яворська, 2013).
Кістки та залишки тварин з археологічних розкопів можуть мати науковий інтерес навіть для мікологів – прижиттєвий вплив пліснявих грибів, наприклад, може залишати сліди на тканинах тварин. Ще один з напрямків досліджень – паразитологія. Неодноразово нами та іншими дослідниками були виявлені в археологічних матеріалах копроліти собак та котів. Крім того, що при певних умовах можна вияснити, яку саме їжу вживала тварина, так й виявити паразитів, якими вона була заражена. В копролітах можуть зберігатись цисти паразитів, які можуть бути виявлені при мікроскопічному дослідженні об’єктів. Відповідно досить висока ймовірність того, що люди, які жили на поселенні, також могли бути інфіковані цими ж паразитами. Нами були знайдені копроліти собаки та кота з розкопок рову під Десятинною церквою (Київ, Х ст. н. е.). На жаль, спеціалістів паразитологів, які могли б опрацювати цей матеріал, в Україні поки що немає. З копроліту кота був вилучений хребець риби, яка була ним з’їдена, для риби визначені вік та темпи росту.
Необхідність збирати для визначення всі залишки тварин, незалежно від їхнього розміру, яскраво ілюструє приклад археологічної пам’ятки Северинівка, Полтавська область (поселення осілих скіфів). Так, при розкопках був застосований метод промивки ґрунту, відповідно були досліджені  найменші фрагменти тварин. Особливий інтерес представляє єдина знахідка кістки підуста звичайного. За нашими даними, цей вид не входить до складу основних промислових видів мешканців давніх поселень на середніх та малих річках, оскільки не є масовим; крім того, його особини невеликі за розміром. Вид віддає перевагу глибоким річкам з швидкою течією і перекатами [Мовчан, 2011]. Таким чином, ми припускаємо, що у досліджуваний період на тій ділянці, де був впійманий підуст, річка мала досить інтенсивну течію. Нині р. Рів характеризується місцями інтенсивною течією й відносно невеликими глибинами (Болтрик, Горбаненко, Сєргєєва…, 2016). 
У матеріалі також знайдені кістки бобра, але зважаючи на наявність підуста звичайного ми вважаємо, що течія річки була занадто швидка для того, щоб бобри будували свої хатки і ймовірніше, що вони рили нори у березі (як на теперішній час відбувається на р. Сейм, Сумська обл.). Крім того, знайдені зуби коня свійського та бика свійського зі слідами гіпоплазії – патології розвитку зародку зуба у зв’язку з поганими умовами життя у молодому віці, найчастіше поганим харчуванням. Відповідно, біля поселення не вистачало пасовиськ та сінокосів для нормального утримання великої за розмірами худоби.
Наявність в матеріалі сухопутних молюсків Discus rotundatus вказує на наявність широколистяних лісів (дуб, граб), сам молюск мешкає у мертвій деревині або у старих живих деревах (визначення молюсків - к.б.н. І.О.Балашова, Інститут зоології ім.І.І.Шмальгаузена НАН України). Цілком імовірно, що поселення фактично було розташоване на узліссі. Ще два види - Chondrula tridens та Cepaea vindobonensis — степові, але можуть жити й на узліссях між степом та широколистяним лісом, другий вид інколи у розріджених сухих лісах та на сухих луках.
Таким чином, ми можемо зробити реконструкцію навколишнього середовища за часів існування поселення. За результатами комплексних досліджень археозоологічного матеріалу ми вважаємо, що навколо поселення був лісостеп з досить великим широколистяним лісом (дубово-грабовим) над річкою, який близько підходив до поселення, та ділянки степу. Річка мала глибокі ділянки зі швидкою течією та перекатами, а також достатню кількість кисню для мешкання оксифільних видів та відносну прозорість. Видовий склад ссавців в матеріалі представлений типовими для лісостепової фауни видами, а риб — видами, типовими для малих та середніх річок Чорноморського басейну.
При цьому підставу для основних палеоекологічних реконструкцій дали одна кістка підуста розміром біля 6 мм, одна раковина молюска – теж біля 6 мм, два зуби (бика та коня з гіпоплазією) та кістка бобра.
Таким чином, ще раз підтверджується, що неспеціаліст не може точно визначити, які саме кістки чи залишки тварин будуть для дослідження та подальших висновків важливі, а які ні. І лише повний збір матеріалу на розкопі та подальша обробка всього остеологічного матеріалу фахівцем-археозоологом може дати об’єктивну картину минулого.

## Проблеми сьогодення
Для того, щоб зафіксувати найменші сліди на кістці, остеологічні матеріали повинні бути попередньо відмиті та висушені, так як і кераміка при археологічних дослідженнях. Але часто археологи не вважають доцільним це робити, відповідно матеріал на дослідження потрапляє брудним та не підготовленим для подальшої роботи. Тому археозоолог витрачає час на некваліфіковану роботу, а умови для миття та сушіння кісток в місті часто набагато складніші, ніж в полі.
Ще одна проблема – коли археологи ще на розкопі поділяють кістки на ті, що на їхню думку можна визначити, та на ті, що визначити неможливо. Зазвичай до першої категорії потрапляють великі кістки та діафізи великих кісток (найчастіше дрібні взагалі не беруться, відповідно «випадає» дрібна рогата худоба, дрібні ссавці та всі або майже всі птахи та риби). Відповідно повністю змінюються співвідношення видів, неможливо вирахувати маточне поголів’я, м’ясну частку видів в раціоні, співвідношення ссавців, риб та птахів тощо. Така колекція вже не має майже ніякої наукової цінності. За останні 10 років доля археологів України, які починають брати всі знайдені кістки, збільшилась, але все одно в кращому випадку досягає приблизно половини від всіх, хто копає. Але найкращі результати дає промивка ґрунту. В певних випадках спеціаліст-археозоолог може по уламку кістки в кілька міліметрів визначити кістку, вид, а інколи й стать тварини. Тоді як в іншому випадку досить велика за розмірами кістка може виявитись такою, що її неможливо визначити, в зв’язку з відсутністю діагностичних ознак.
На жаль, як правило, спеціалісти–зоологи не зустрічаються у своєму науковому житті з остеологічними матеріалами з археологічних розкопок і часто навіть не уявляють, яку інформацію могли б отримати для своїх досліджень, а кількість фахівців-археозоологів дуже незначна. Відповідно, важливо звернути увагу колег-зоологів на значний пласт даних, які можна отримати при взаємовигідній співпраці з археологами, а також привернути увагу до проблем археозоології, що існують на сьогодні.
Стрімкий розвиток археозоології у всьому світі, зацікавленість західних вчених у спільних дослідженнях українських археологічних пам’яток виводять цей напрямок в ряд одних з найбільш перспективних напрямків вітчизняної науки.

## Дивіться також
- Антропологія
- Археологія
- Зоологія